# Кубок Меланезії з футболу 1989
Кубок Меланезії 1989 року — другий розіграш турніру, що проходив у Фіджі. В кубку брали участь п'ять збірних: Фіджі, Соломонові острови, Нова Каледонія, Вануату і вперше в Папуа-Новій Гвінеї.
Команди зіграли одна з одною по матчу, господарі Фіджі здобули перемогу в турнірі.

## Результати
| Збірна             | І | В | Н | П | ГЗ | ГП | О  |
| ------------------ | - | - | - | - | -- | -- | -- |
| Фіджі              | 4 | 3 | 1 | 0 | 7  | 2  | 10 |
| Нова Каледонія     | 4 | 3 | 0 | 1 | 9  | 5  | 9  |
| Соломонові Острови | 4 | 1 | 2 | 1 | 2  | 2  | 5  |
| Папуа Нова Гвінея  | 4 | 1 | 1 | 2 | 5  | 4  | 4  |
| Вануату            | 4 | 0 | 0 | 4 | 2  | 12 | 0  |

| 28 жовтня 1989 |

| Вануату | 0-2 | Соломонові Острови |
| ------- | --- | ------------------ |
|         |     |                    |

| Фіджі |

| 28 жовтня 1989 |

| Фіджі | 2-1 | Папуа Нова Гвінея |
| ----- | --- | ----------------- |
|       |     |                   |

| Фіджі |

| 30 жовтня 1989 |

| Соломонові Острови | 0-2 | Нова Каледонія |
| ------------------ | --- | -------------- |
|                    |     |                |

| Фіджі |

| 30 жовтня 1989 |

| Фіджі | 2-1 | Вануату |
| ----- | --- | ------- |
|       |     |         |

| Фіджі |

| 31 жовтня 1989 |

| Нова Каледонія | 0-3 | Фіджі |
| -------------- | --- | ----- |
|                |     |       |

| Фіджі |

| 31 жовтня 1989 |

| Папуа Нова Гвінея | 3-0 | Вануату |
| ----------------- | --- | ------- |
|                   |     |         |

| Фіджі |

| 3 листопада 1989 |

| Вануату | 1-5 | Нова Каледонія |
| ------- | --- | -------------- |
|         |     |                |

| Фіджі |

| 3 листопада 1989 |

| Соломонові Острови | 0-0 | Папуа Нова Гвінея |
| ------------------ | --- | ----------------- |
|                    |     |                   |

| Фіджі |

| 4 листопада 1989 |

| Соломонові Острови | 0-0 | Фіджі |
| ------------------ | --- | ----- |
|                    |     |       |

| Фіджі |

| 4 листопада 1989 |

| Нова Каледонія | 2-1 | Папуа Нова Гвінея |
| -------------- | --- | ----------------- |
|                |     |                   |

| Фіджі |

| Кубок Меланезії 1989 |
| -------------------- |
| Фіджі 2-й титул      |